# Marcelinho Carioca
Marcelo Pereira Surcin detto Marcelinho Carioca (Rio de Janeiro, 31 dicembre 1971) è un ex calciatore brasiliano.
È noto per la sua grande abilità nei calci piazzati, avendo realizzato molte reti su calci di punizione.

## Carriera

### Club
Con il Corinthians ha segnato 206 gol in 420 partite nel periodo che va dal 1994 al 2001 ed è stato uno dei migliori a giocare nel Corinthians di quegli anni.
Dopo la vittoria nella Coppa del Brasile 1990, e dei campionati statale 1991 e nazionale 1992 nel Flamengo, Marcelinho nel dicembre 1993 diventa un giocatore del Corinthians. Nel 1997, dopo aver vinto la Coppa del Brasile e un Campeonato Paulista, viene venduto al Valencia CF, ma torna al Corinthians alla fine dello stesso anno. Vince di nuovo il Campeonato Brasileiro 1998 e 1999, un Campeonato Paulista nel 2001 e il primo Campionato mondiale per club FIFA del 2000. Nel 2001 va al Santos, ma ritorna di nuovo al Corinthians. Dal 2007 al 2009 gioca nel Santo André, prima di dare l'addio al calcio.

### Nazionale
Nonostante le sue prestazioni a livello di club, nella Nazionale di calcio brasiliana conta solo 3 presenze, condite però da due gol.

## Palmarès

### Club

#### Competizioni statali
- Campeonato Carioca: 1

Flamengo: 1991
- Campeonato Paulista: 2

Corinthians: 1995, 1997

#### Competizioni nazionali
- Campionato brasiliano: 3

Flamengo: 1992
Corinthians: 1998, 1999
- Coppa del Brasile: 2

Flamengo: 1990
Corinthians: 1995

#### Competizioni internazionali
- Coppa del mondo per club: 1

Corinthians: 2000

### Individuale
- Equipo Ideal de América: 1

1998
- Bola de Ouro: 1

1999